# Andy Leggett
Andy Leggett (Much Wenlock, 31 maart 1942) is een Britse jazzklarinettist, saxofonist, gitarist, zanger, songwriter en arrangeur in de Engelse oldtime jazz-scene.
Leggett speelde in de jaren 60 in traditionele jazzbands als de Alligator Jug Thumpers (1968) en het Pigsy Hill Light Orchestra (een album in 1970). In 1973 had hij een duo met Peter Finch en in 1975 richtte hij de groep Sweet Substitute op, waarvoor hij ook componeerde en arrangeerde. Hij toerde met het Midnite Follies Orchestra, Pasadena Roof Orchestra, Syd Lawrence, Bob Kerr’s Whoopee Hot Five en de Temperance Seven. Vanaf 1996 speelde hij bij Rod Masons Hot Five/Hot Seven. Leggett schreef nummers voor het theaterstuk The Godmother van Mel Smith, alsook filmmuziek. In Duitsland speelde hij o.a. met Lutzemann’s Jatzkapelle van Lutz Eikelmann. Leggett was in de jazz in de periode 1974-2006 betrokken bij achttien opnamesessies. Zijn klarinet- en sopraansaxofoonspel toont verwantschap met het spel van Sidney Bechet.

## Discografie
- Shades of Bechet, Tiger Tunes, 2011
- Shades of Bechet, Vol. 2